# Диас, Янди
Янди Диас Фернандес (исп. Yandy Díaz Fernandez; 8 августа 1991, Сагуа-ла-Гранде) — кубинский бейсболист, инфилдер клуба Главной лиги бейсбола «Тампа-Бэй Рейс».

## Карьера
На родине Диас на протяжении трёх лет профессионально играл в бейсбол. В 2013 году он вместе со своим другом Леандро Линаресом бежал с Кубы на моторной лодке. Путь от Ольгина до Сан-Фернандо-де-Монте-Кристи занял у них двенадцать часов. После побега он некоторое время тренировался с различными командами в Доминиканской Республике, позднее переехал на Гаити. В сентябре 2013 года Диас подписал контракт с «Кливлендом» как международный свободный агент, бонус игроку составил 300 тысяч долларов.
В 2014 году Диас выступал за фарм-клуб «Индианс» «Каролина Мадкэтс». Сезон 2015 года он провёл в «Акрон Раббер Дакс» в AA-лиге. В составе «Акрона» он провёл 126 игр, отбивая в них с показателем 30,7 %, отметившись 11 дублями, 4 триплами и 7 хоум-ранами. Также он получил приглашение на Матч всех звёзд Восточной лиги. Осенью его перевели в состав «Коламбус Клипперс», выступающих в AAA-лиге. Там же он провёл большую часть сезона в 2016 году, по итогам которого был признан Лучшим новичком года в Международной лиге.
В игре открытия сезона 2017 года Диас вошёл в стартовый состав «Индианс», выиграв на сборах борьбу за место в основе у Джованни Уршелы. В ноябре ему диагностировали грыжу Гилмора, но хирургического вмешательства не потребовалось.
В декабре 2018 года в рамках трёхстороннего обмена Диас перешёл в «Тампу-Бэй Рейс». В регулярном чемпионате 2019 года он сыграл за команду в 79 матчах, выбив 14 хоум-ранов и набрав 38 RBI. Сезон для него завершился досрочно в августе из-за перелома ноги.